# Goya al millor actor secundari
El Premi Goya al millor actor secundari és un dels 28 Premis Goya entregats anualment.

## Nominats i guanyadors

### Dècada del 2020
| Guanyador             | Candidats                                                           | |
| XXXIX edició - 2025   | XXXIX edició - 2025                                                 | XXXIX edició - 2025 |
| --------------------- | ------------------------------------------------------------------- | --- |
|                       |                                                                     | - Enric Auquer per Casa en flames - Salva Reina per El 47 - Óscar de la Fuente per La casa - Luis Tosar per La infiltrada - Antonio de la Torre per Los destellos                        |
| XXXVIII edició - 2024 |                                                                     | |
|                       | José Coronado com a Julio Arenas/Gardel a Cerrar los ojos           | - Martxelo Rubio com a Gorka a 20.000 espècies d'abelles - Juan Carlos Vellido com a Roberto a Bajo terapia - Àlex Brendemühl com a Gerard a Creatura - Hugo Silva com a Piter a Un amor |
| XXXVII edició - 2023  |                                                                     | |
|                       | Luis Zahera com a Xan a As bestas                                   | - Diego Anido com a Lorenzo a As bestas - Ramón Barea com a Koldo a Cinco lobitos - Fernando Tejero com a Marbella a Modelo 77 - Jesús Carroza com a El Negro a Modelo 77                |
| XXXVI edició - 2022   |                                                                     | |
|                       | Urko Olazabal com a Luis Carrasco a Maixabel                        | - Celso Bugallo com a Fortuna a El buen patrón - Fernando Albizu com a Román a El buen patrón - Manolo Solo com a Miralles a El buen patrón                                              |
| XXXV edició - 2021    |                                                                     | |
|                       | Alberto San Juan com a Salva a Sentimental                          | - Juan Diego Botto com a Antonio a Los europeos - Sergi López com a Armando a La boda de Rosa - Álvaro Cervantes com a Mateo a Adú                                                       |
| XXXIV edició - 2020   |                                                                     | |
|                       | Eduard Fernández com a José Millán-Astray a Mientras dure la guerra | - Asier Etxeandia com a Alberto Crespo a Dolor y gloria - Luis Callejo com a Capataz a Intemperie - Leonardo Sbaraglia com a Federico Delgado a Dolor y gloria                           |

### Dècada del 2010
| Guanyador            | Candidats                                                             | |
| XXXIII edició - 2019 | XXXIII edició - 2019                                                  | XXXIII edició - 2019 |
| -------------------- | --------------------------------------------------------------------- | --- |
|                      | Luis Zahera com a Luis Cabrera a El reino                             | - Eduard Fernández com a Fernando a Todos lo saben - Juan Margallo com a Julio a El olivo - Antonio de la Torre Martín com a José Mujica a La noche de 12 años  |
| XXXII edició - 2018  |                                                                       | |
|                      | David Verdaguer com a Esteve a Estiu 1993                             | - José Mota com a Pepe a Abracadabra - Antonio de la Torre com a Juan a El autor - Bill Nighy com a Edmund Brundish a La llibreria                              |
| XXXI edició - 2017   |                                                                       | |
|                      | Manolo Solo com a Triana a Tarde para la ira                          | - Karra Elejalde com a Manolo a 100 metros - Javier Gutiérrez com a Alcachofa a El olivo - Javier Pereira com a Andrés Bosque a Que Dios nos perdone            |
| XXX edició - 2016    |                                                                       | |
|                      | Javier Cámara com a Tomás a Truman                                    | - Felipe García Vélez com a Justo Caralimpia a A cambio de nada - Manolo Solo com a Pablo Ruz a B, la película - Tim Robbins com a Rodrigo a A Perfect Day      |
| XXIX edició - 2015   |                                                                       | |
|                      | Karra Elejalde com a Koldo a Ocho apellidos vascos                    | - Eduard Fernández com a Sergio a El Niño - Antonio de la Torre com a Rodrigo a La isla mínima - José Sacristán com a Damián a Magical Girl                     |
| XXVIII edició - 2014 |                                                                       | |
|                      | Roberto Álamo com a Benjamín "Ben" Montero a La gran familia española | - Carlos Bardem com a Carlomonte a Alacrán enamorado - Juan Diego Botto com a Luis a Ismael - Antonio de la Torre com a Adán Montero a La gran familia española |
| XXVII edició - 2013  |                                                                       | |
|                      | Julián Villagrán com a Joaquín a Grupo 7                              | - Ewan McGregor com a Henry Bennett a The Impossible - Josep Maria Pou com a Don Carlos/El Apoderado a Blancanieves - Antonio de la Torre com a Diego a Invasor |
| XXVI edició - 2012   |                                                                       | |
|                      | Lluís Homar com a Max a EVA                                           | - Raúl Arévalo com a Julián a Primos - Juanjo Artero com a Leiva a No habrá paz para los malvados - Juan Diego com a Alfonso Armada a 23-F: la película         |
| XXV edició - 2011    |                                                                       | |
|                      | Karra Elejalde com a Antón/Cristòfol Colom a También la lluvia        | - Álex Angulo com a Peláez a El gran Vázquez - Eduard Fernández com a Tito a Biutiful - Sergi López i Ayats com a l'alcalde a Pa negre                          |
| XXIV edició - 2010   |                                                                       | |
|                      | Raúl Arévalo com a Álex a Gordos                                      | - Carlos Bardem com a Apache a Celda 211 - Ricardo Darín com a Vergara Grey a El baile de la Victoria - Antonio Resines com a Utrilla a Celda 211               |

### Dècada del 2000
| Guanyador           | Candidats                                               | |
| XXIII edició - 2009 | XXIII edició - 2009                                     | XXIII edició - 2009 |
| ------------------- | ------------------------------------------------------- | --- |
|                     | Jordi Dauder com a Don Luis a Camino                    | - José Ángel Egido com a Rector a Los girasoles ciegos - Fernando Tejero com a Ramiro a Fuera de carta - José María Yazpik com a Félix a Solo quiero caminar                                                       |
| XXII edició - 2008  |                                                         | |
|                     | José Manuel Cervino com a Jacinto a Las 13 rosas        | - Raúl Arévalo com a Fele a Siete mesas de billar francés - Emilio Gutiérrez Caba com a Tino a La torre de Suso - Carlos Larrañaga com a Atila a Luz de domingo - Julián Villagrán com a Lalo a Bajo las estrellas |
| XXI edició - 2007   |                                                         | |
|                     | Antonio de la Torre com a Antonio a AzulOscuroCasiNegro | - Juan Diego Botto com a Guillermo a Vete de mí - Juan Echanove com a Francisco de Quevedo a Alatriste - Leonardo Sbaraglia com a Jesús Irurre a Salvador                                                          |
| XX edició - 2006    |                                                         | |
|                     | Carmelo Gómez com a Julio a El método                   | - Javier Cámara com a Simón a La vida secreta de les paraules - Fernando Guillén com a Lucas a Otros días vendrán - Enrique Villén com a Armando a Ninette                                                         |
| XIX edició - 2005   |                                                         | |
|                     | Celso Bugallo com a José Sampedro a Mar adentro         | - Juan Diego com a Antonio a El séptimo día - Unax Ugalde com a Gorilo a Héctor - Luis Varela com a Don Antonio Fraguas a Crimen ferpecto                                                                          |
| XVIII edició - 2004 |                                                         | |
|                     | Eduard Fernández com a Mario a A la ciutat              | - Joan Dalmau com a Miralles a Soldados de Salamina - Juan Diego com a Don Carlos a Torremolinos 73 - José Luis Gómez com a Silvio a La luz prodigiosa                                                             |
| XVII edició - 2003  |                                                         | |
|                     | Luis Tosar com a José Suárez a Los lunes al sol         | - José Coronado com a Rafael Mazas a La caja 507 - Carlos Hipólito com a Julio a Historia de un beso - Alberto San Juan com a Rafa a El otro lado de la cama                                                       |
| XVI edició - 2002   |                                                         | |
|                     | Emilio Gutiérrez Caba com a David a El cielo abierto    | - Antonio Dechent com a Alejandro a Intacto - Eduard Fernández com a Sierra a Son de mar - Gael García Bernal com a Davenport a Sin noticias de Dios                                                               |
| XV edició - 2001    |                                                         | |
|                     | Emilio Gutiérrez Caba com a Emilio a La comunidad       | - Luis Cuenca com a Damián a Obra maestra - Juan Diego com a Don Matías a You're the One (una historia de entonces) - Iñaki Miramón com a Orfeo a You're the One (una historia de entonces)                        |
| XIV edició - 2000   |                                                         | |
|                     | Juan Diego com a Boronat a París-Tombuctú               | - Álex Angulo com a Julián a Muertos de risa - José Coronado com a Goya de jove a Goya en Burdeos - Mario Gas com a Pere a Amic/Amat                                                                               |

### Dècada del 1990
| Guanyador          | Candidats                                                               | |
| XIII edició - 1999 | XIII edició - 1999                                                      | XIII edició - 1999 |
| ------------------ | ----------------------------------------------------------------------- | --- |
|                    | Tony Leblanc com a Felipe Torrente a Torrente, el brazo tonto de la ley | - Francisco Algora com a Ángel a Barrio - Agustín González com a Senén Corchado a El abuelo - Jorge Sanz com a Julián Torralba a La niña de tus ojos |
| XII edició - 1998  |                                                                         | |
|                    | Pepe Sancho com a Sancho a Carne trémula                                | - Antonio Valero com a Valerio a El color de las nubes - Juan Jesús Valverde com a Justo a Las ratas |
| XI edició - 1997   |                                                                         | |
|                    | Luis Cuenca com a l'Abuelo a La buena vida                              | - Jordi Mollà com a Pármeno a La Celestina - Nancho Novo com a Sempronio a La Celestina |
| X edició - 1996    |                                                                         | |
|                    | Luis Ciges com a Matacanes a Así en el cielo como en la tierra          | - Fernando Guillén Cuervo com a Raúl a Boca a boca - Federico Luppi com a el Argentino a La ley de la frontera |
| IX edició - 1995   |                                                                         | |
|                    | Javier Bardem com a Lisardo a Días contados                             | - Agustín González com a padre a Los peores años de nuestra vida - Óscar Ladoire com a Pablo a Alegre ma non troppo |
| VIII edició - 1994 |                                                                         | |
|                    | Tito Valverde com a Darío a Sombras en una batalla                      | - Juan Echanove com a Sebastián a Mi hermano del alma - Javier Gurruchaga com a baró de Benicarles a Tirano Banderas |
| VII edició - 1993  |                                                                         | |
|                    | Fernando Fernán Gómez com a Manolo a Belle Époque                       | - Gabino Diego com a Juanito a Belle Époque - Enrique San Francisco com a Curt a Orquesta Club Virginia |
| VI edició - 1992   |                                                                         | |
|                    | Juan Diego com a Villaescusa a El rey pasmado                           | - Javier Gurruchaga com al vàlid a El rey pasmado - José Luis Gómez com a Ugarte/Valdivia a Beltenebros |
| V edició - 1991    |                                                                         | |
|                    | Gabino Diego com a Gustavete a ¡Ay, Carmela!                            | - Juan Echanove com a Álvaro a A solas contigo - Francisco Rabal com a Máximo Espejo a ¡Átame! |
| IV edició - 1990   |                                                                         | |
|                    | Adolfo Marsillach com a Carles III d'Espanya a Esquilache               | - Juan Echanove com a Juancho a El vuelo de la paloma - Juan Luis Galiardo com a Luis Doncel a El vuelo de la paloma - Fernando Guillén com a Vailer a La noche oscura - Manuel Huete com a Ciri a El vuelo de la paloma - Enrique San Francisco com a Roberto a El baile del pato |

### Dècada del 1980
| Guanyador         | Candidats                                                     | |
| III edició - 1989 | III edició - 1989                                             | III edició - 1989 |
| ----------------- | ------------------------------------------------------------- | --- |
|                   | José Sazatornil com a Alberto Sinsoles a Espérame en el cielo | - Ángel de Andrés López com a el policía a Baton Rouge - José Luis Gómez com a John William Polidori a Remando al viento - Guillermo Montesinos com a taxista a Mujeres al borde de un ataque de nervios - Jorge Sanz com a El Toto a El Lute II: mañana seré libre |
| II edició - 1988  |                                                               | |
|                   | Juan Echanove com a Miguelín a Divinas palabras               | - Agustín González com a Agustín a Moros y cristianos - Pedro Ruiz Céspedes com a Pepe a Moros y cristianos |
| I edició - 1987   |                                                               | |
|                   | Miguel Rellán com a Alberto a Tata mía                        | - Antonio Banderas com a Ángel a Matador - Agustín González com a Hilario a Mambrú se fue a la guerra |

## Estadístiques

### Actors amb més premis com a actor secundari
| Premis | Actor                 |
| ------ | --------------------- |
| 2      | Juan Diego            |
| 2      | Karra Elejalde        |
| 2      | Eduard Fernández      |
| 2      | Emilio Gutiérrez Caba |
| 2      | Luis Zahera           |

### Actors amb més candidatures com a actor secundari
| Nominacions | Actor                 |
| ----------- | --------------------- |
| 6           | Juan Diego            |
| 6           | Antonio de la Torre   |
| 6           | Eduard Fernández      |
| 5           | Juan Echanove         |
| 4           | Agustín González      |
| 3           | Karra Elejalde        |
| 3           | Emilio Gutiérrez Caba |
| 3           | Raúl Arévalo          |
| 3           | José Luís Gómez       |
| 3           | Manolo Solo           |
| 3           | José Coronado         |
| 3           | Juan Diego Botto      |

| Nominacions | Actor                 |
| ----------- | --------------------- |
| 2           | Javier Cámara         |
| 2           | Luis Cuenca           |
| 2           | Gabino Diego          |
| 2           | Alberto San Juan      |
| 2           | Celso Bugallo         |
| 2           | Julián Villagrán      |
| 2           | Álex Angulo           |
| 2           | Carlos Bardem         |
| 2           | Javier Gurruchaga     |
| 2           | Sergi López           |
| 2           | Enrique San Francisco |
| 2           | Jorge Sanz            |
| 2           | Leonardo Sbaraglia    |
| 2           | Fernando Tejero       |
| 2           | Luis Zahera           |

### Actors premiats i candidats de menor i major edat
- Premiat de menor edat: Gabino Diego, amb 24 anys, per ¡Ay, Carmela! (V edició, 1990).
- Premiat de major edat: Tony Leblanc, amb 76 anys, per Torrente, el brazo tonto de la ley (XIII edició, 1998).
- Candidat de menor edat: Jorge Sanz, amb 19 anys, per El Lute II: mañana seré libre (III edició, 1988).
- Candidat de major edat: Luis Cuenca, amb 79 anys, per Obra maestra (XV edició, 2000).